# Frauenstimmrecht (Zeitschrift)
Die Zeitschrift Frauenstimmrecht, späterer Titel Die Staatsbürgerin, wurde von 1912 bis 1919 herausgegeben. Sie war das Organ des Deutschen Verbands für Frauenstimmrecht und, ab 1916, das von dessen Nachfolgeorganisation Deutscher Reichsverband für Frauenstimmrecht.

## Geschichte

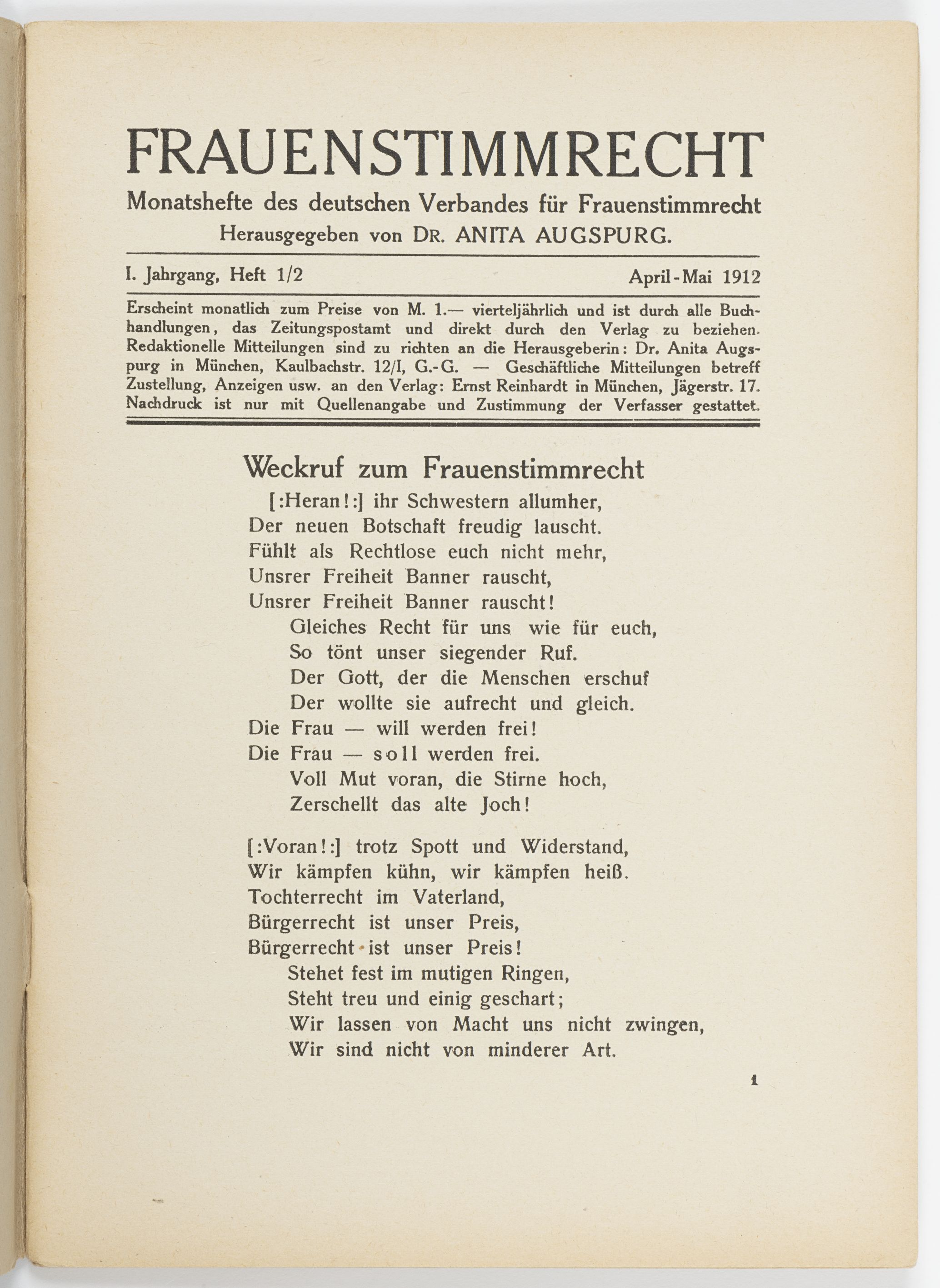
Erste Ausgabe der Zeitschrift Frauenstimmrecht von April/Mai 1912 mit Lied "Weckruf zum Frauenstimmrecht", die zur Melodie der Marsellaise gesungen werden sollte.

Bis 1911 war das Organ des 1902 gegründeten Verbands die Zeitschrift für Frauenstimmrecht, die sowohl als eigenständige Zeitschrift als auch monatliche Beilage der Zeitschrift Die Frauenbewegung erschien und von der Verbandsvorsitzenden Anita Augspurg redigiert wurde. 1912 wurde die Zeitschrift Frauenstimmrecht als Verbandsorgan ins Leben gerufen, deren Redakteurin wiederum Augspurg war. Laut den Erinnerungen von Lida Gustava Heymann waren der Redakteurin keinerlei Vorschriften oder Beschränkungen auferlegt worden.
Bei der Eisenacher Generalversammlung des Verbands im Jahr 1913 wurde beschlossen, dass die Redaktion inhaltlich und formell im Einverständnis mit dem Verbandsvorstand zu erfolgen hätte. Dies spiegelte einen Richtungsstreit wider, der im Verband seit 1907 tobte. Daraufhin gab Augspurg die Redaktion ab, die nun (ab Ausgabe 3) Adele Schreiber übernahm.
Es kam zu Austritten aus dem Verband und zur Gründung eines weiteren Stimmrechtsverbands. Minna Cauer kommentierte dies in der Zeitschrift für Frauenstimmrecht mit: „Es ist nunmehr genügend Auswahl vorhanden, so daß jeder sein Feld sich aussuchen kann; das konservative, das gemäßigte und das demokratische.“ Zu diesem Zeitpunkt stand der Frauenstimmrechtsverband und sein Organ für die gemäßigte Richtung, was sich aber unter Einfluss des Ersten Weltkriegs und nach dem Zusammenschluss mit der konservativen Deutschen Vereinigung für Frauenstimmrecht zum Deutschen Reichsverband für Frauenstimmrecht im Jahr 1916 in die konservative Richtung verschob.

## Inhalt und Struktur
Die Redakteurinnen der Zeitschrift lehnten eine inhaltliche Beschränkung auf Frauenfragen und -politik ab und forderten die Beschäftigung mit und Einmischung in alle politischen Bereiche. Entsprechend berichteten sie sowohl über den Stand der Stimmrechtsbewegung als auch über Krieg und Frieden, Frauenarbeit, Alkoholismus, u. v. m., verknüpften dies aber immer mit der Argumentation für das Frauenstimmrecht. So bildete die Darstellung oft einen Gegenpol zur herrschenden Presse.

## Weiteres
Der Heftpreis betrug 1 Mark. Die Zeitschrift finanzierte sich über den Verkaufserlös sowie über einen umfangreichen Werbeteil.

Auswahl einiger Ausgaben der Zeitschrift Frauenstimmrecht / Die Staatsbürgerin
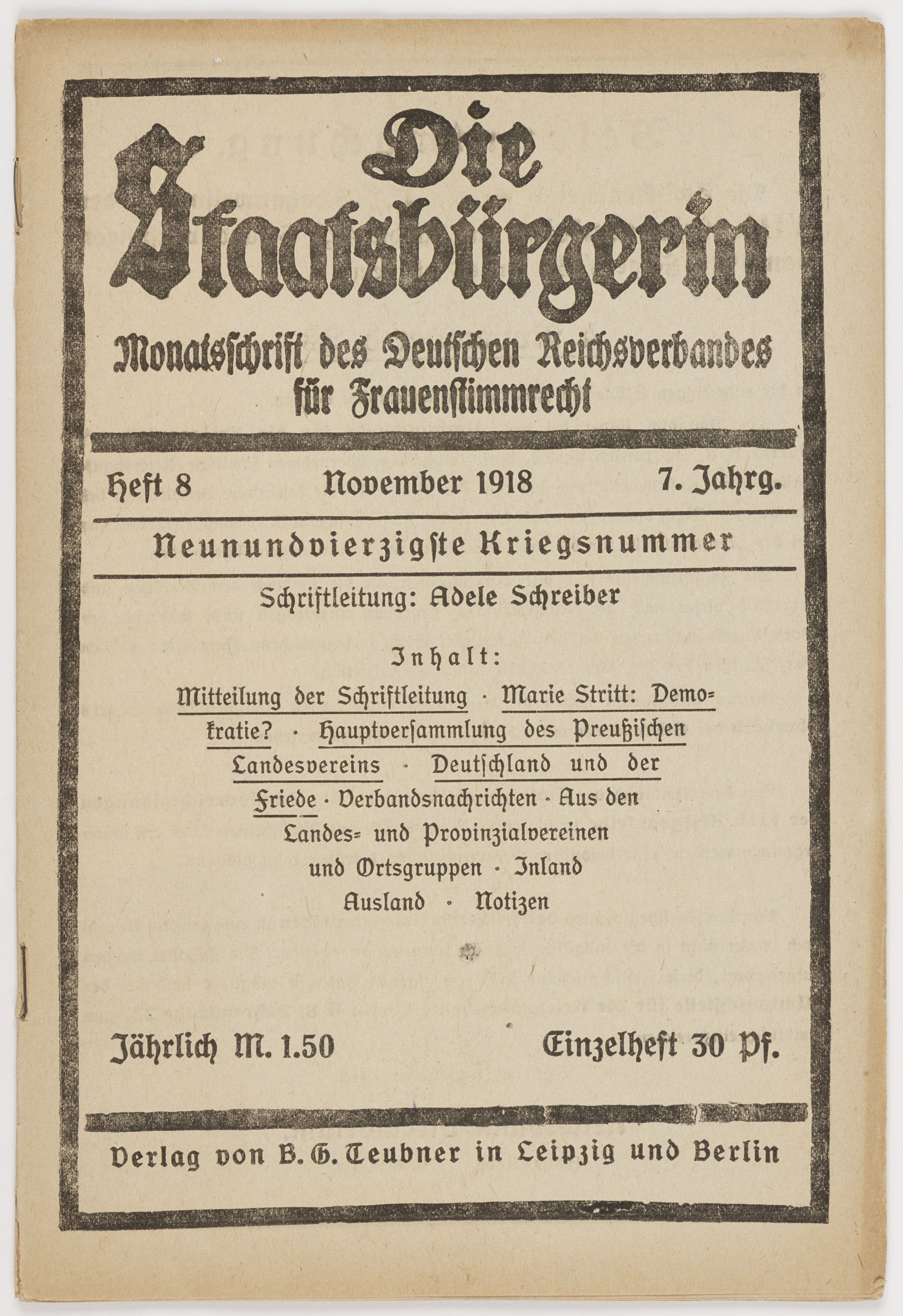
Die Staatsbürgerin Jg. 7 Heft 8 (1918)
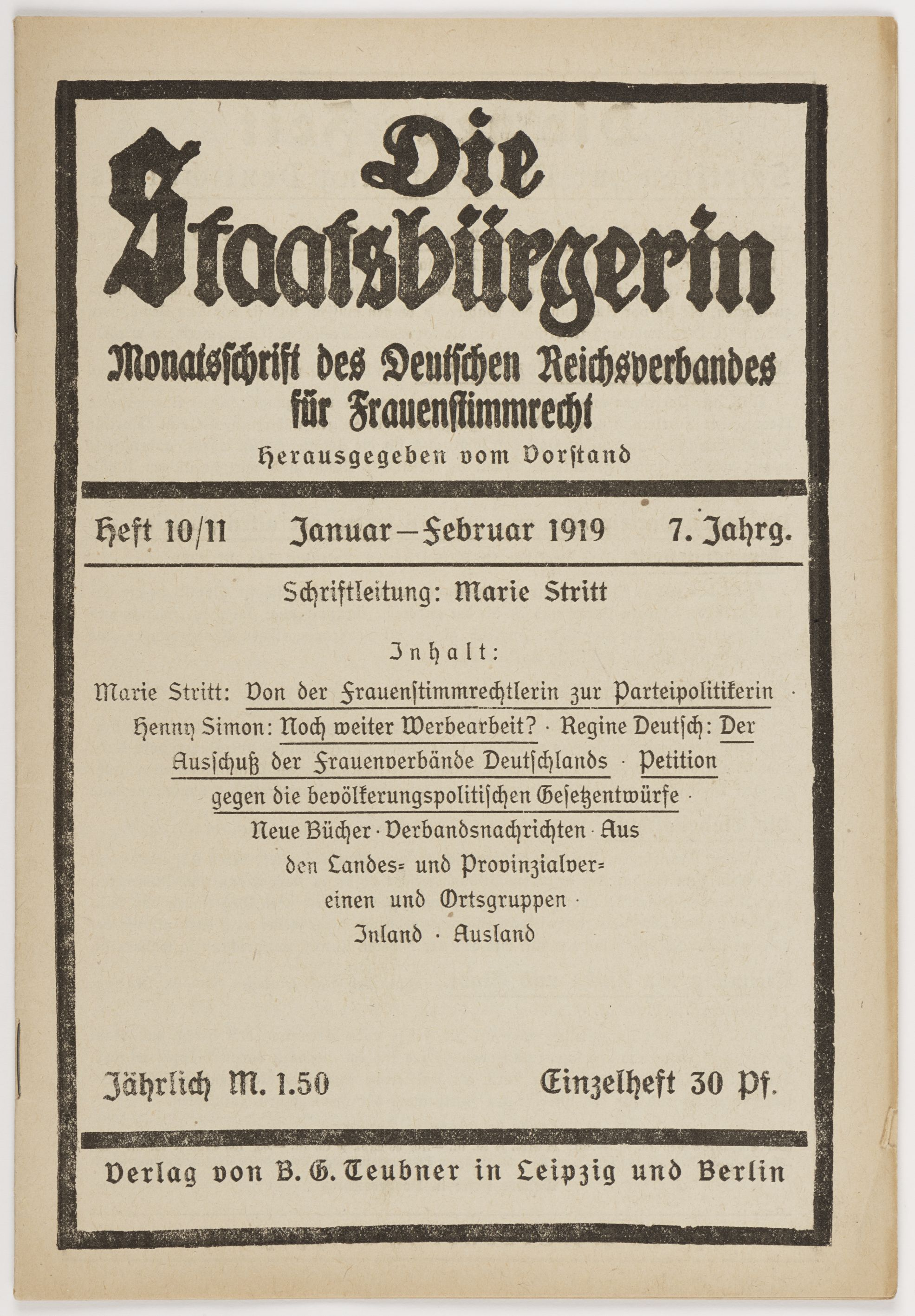
Die Staatsbürgerin Jg. 7 Heft 10/11 (1919)